# Runenblock von Ed
Der Runenblock von Ed (schwedisch Runblocket vid Ed) ist ein zweiseitig beschrifteter Findling, der als Runenstein U 112 registriert, in Ed am Kyrkstigen südlich von Upplands Väsby in Uppland liegt. Der Findling ist etwa 5,0 Meter breit, 4,3 m dick und 3,0 m hoch. Runenblöcke sind eine Sonderform der Runensteine (s. auch Ramsundritzung Sö101 und Sö 327).

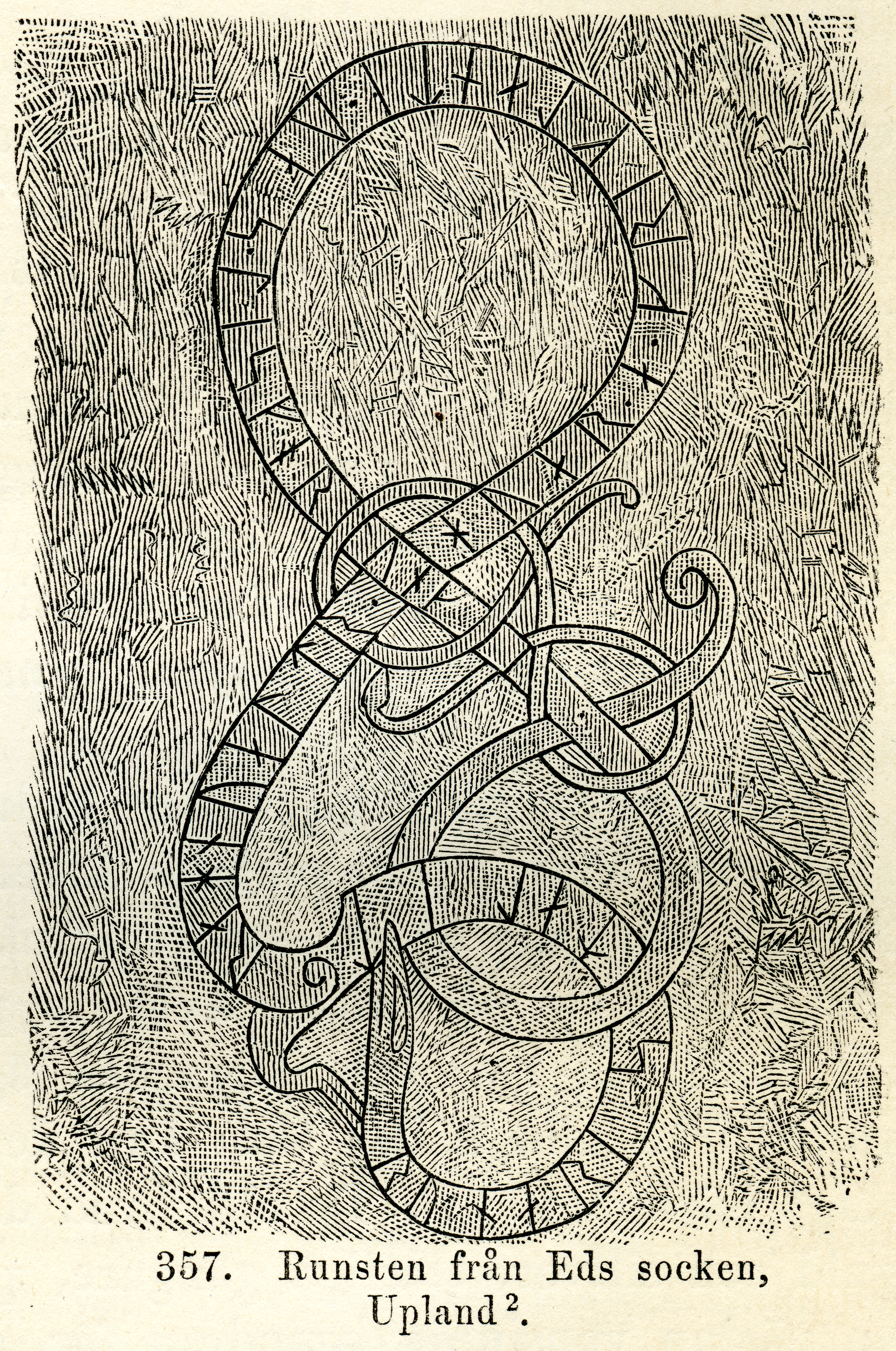
U 112 nach O. Montelius 1877

Zwei etwa 1,9 Meter hohe Inschriften stehen auf dem Block. 0,9 m breit ist die auf der westlichen und 1,1 m breit die auf der südlichen Seite gelegene. Die Runen in den im Urnes-Stil verzierten Drachenschlangen sind 8 cm hoch und stammen aus dem 11. Jahrhundert. Der lange bekannte Stein wurde von John Bureus (1568–1652) und Martin Aschaneus (1575–1641) beschrieben. Laut Martin Aschaneus wurde der Stein lokal als Konungsstenen (Königsstein) bezeichnet.
Der Auftraggeber der Beschriftung war Ragnvald Ingvarsson, der Anführer der Warägergarde, einer Eliteeinheit des byzantinischen Kaisers. Als er zurückkam nach Ed, hat er die Gedenkstätte für Fastvi, seine Mutter erstellen lassen.
Aus der Nähe stammt der Runenstein von Eds, jetzt in Oxford.

## Inschrift
- A-Seite: Ragnvald ließ diese Runen schnitzen nach Fastvi seiner Mutter, Onams Tochter, die in Ed starb, Gott helfe ihrer Seele.
- B-Seite: Die Runen ließ Ragnvald schnitzen. Er war in Griechenland Chef der Garde.

In der Nähe befindet sich eine Replik des Runensteins von Ed  (U 104).